# Heinrich Moritz Neubert
Heinrich Moritz Neubert (* 26. Dezember 1809 in Ehrenfriedersdorf; † 26. August 1881 in Dresden) war ein deutscher Kommunalpolitiker und Heimatforscher. Er war Ratsherr und von 1853 bis 1875 Bürgermeister der Stadt Dresden, die ihn zu ihrem Ehrenbürger ernannte.

## Leben und Wirken
Heinrich Moritz Neubert stammte aus dem sächsischen Erzgebirge und wuchs in der Bergstadt Ehrenfriedersdorf auf. Er war der Sohn des evangelisch-lutherischen Pfarrers Christian Ehregott Neubert (1774–1842), der 1822 nach Dorfhain versetzt wurde. Später zog er nach Dresden. Dort wurde er 1851 zum Mitglied im Dresdner Stadtrat und bereits 1853 zum Bürgermeister gewählt. Als solcher war er der Stellvertreter des Dresdner Oberbürgermeisters Friedrich Wilhelm Pfotenhauer.
1869 trat er in den neugegründeten Dresdner Verein für Geschichte ein und im gleichen Jahr in den Verein für die Geschichte und Topographie Dresdens und seiner Umgebung, dessen stellvertretender Vorsitzender Neubert wurde. In beiden Vereinen betätigte er sich aktiv als Heimatforscher und legte mehrere Veröffentlichungen vor. Neubert war zudem Mitglied der Dresdner Freimaurerloge Zum goldenen Apfel.

## Ehrungen
Wegen seiner bleibenden Verdienste durch die intensive Erforschung und beispielhafte Darstellung der älteren Geschichte der Stadt Dresden wurde er am 31. Oktober 1876 Ehrenbürger der Stadt Dresden.
Nach seinem Tod wurde im Jahre 1893 eine Querstraße der Pfotenhauerstraße in Dresden-Johannstadt nach Neubert benannt.
Die Grabstätte der Familie Neubert befindet sich noch heute auf dem Johannisfriedhof in Dresden.

## Werke (Auswahl)
- Über die Rechtsverhältnisse der alten Elbbrücke, 1857.
- Melanchthon und die Stadt Dresden, Localgeschichtliche Skizze, 1860.
- Die Schützengesellschaften zu Dresden in ihren rechtlichen Beziehungen zur Gemeinde Amtlich dargestellt, 1872.
- Zur Entstehungsgeschichte der Dresdner Vorstädte, 1889 (posthum erschienen).